# Paul-Théophile Robert
Paul-Théophile Robert est un peintre, dessinateur et graveur suisse, né le 12 août 1879 à Bienne et mort le 24 février 1954 à Neuchâtel.

## Vie et œuvre
Théophile Robert fait partie d'une famille d'artistes: il est le fils de Léo-Paul Robert et de Berthe Robert-de Rutté, et le frère de Philippe Robert et de Paul-André Robert. Son grand-père est Aurèle Robert. Sa petite-fille Marie-Françoise Robert est également artiste, tout comme le fils de cette dernière, Jerry Haenggli. Théophile Robert épouse Agnès Miéville en 1908.
Théophile Robert reçoit sa première formation artistique de son père. En 1899, il se rend à Florence, puis à Paris de 1900 à 1907, où il fréquente l'École des Beaux-Arts. Il s'installe ensuite à Saint-Blaise dans le canton de Neuchâtel et étudie l'œuvre de Paul Cézanne, Ferdinand Hodler et Maurice Denis. En 1918, Robert retourne à Paris.
Il acquiert une reconnaissance internationale en inscrivant son œuvre dans le mouvement du retour au classicisme. Après sa réinstallation à Saint-Blaise en 1929, il se tourne vers l'art religieux monumental. En 1929, il crée un Chemin de croix dans l'église de Tavannes, puis un autre en 1933 dans l'église paroissiale de Wünnewil. En 1939, il entreprend la décoration de l'église catholique de Saint-Blaise.
Théophile Robert meurt le 24 février 1954 à Neuchâtel, à l'âge de 74 ans.

## Œuvres (sélection)[4]
- 1899 : Berger du Languedoc, peinture à l'huile
- 1901 : Vue du lac de Bienne à Sutz, huile sur bois
- 1912 : Déjeuner sur l'herbe, dessin au fusain
- 1917 : Jeune fille au collier vert, huile sur toile
- 1920 : Bethsabée, détrempe à l'oeuf
- 1921 : Paysage cubiste à la pièce d'eau, huile sur toile
- 1928 : Déjeuner champêtre, huile sur Pavatex
- 1943 : La Sicilienne, huile sur toile
- 1948 : Vase verte avec pêches, huile sur bois
- 1953 : Baigneuses, gouache